# 鹤立林业局
鹤立林业局，又称鹤立重点国有林管理局，是一个位于中华人民共和国黑龙江省佳木斯市汤原县的类似乡级单位，亦是中国龙江森林工业集团（黑龙江省森林工业总局）所属的一个林业局，分属合江林业管理局。
鹤立林业局于1958年建局，地处小兴安岭东南麓，地跨汤原县、南岔县。施业区面积71316公顷，其中有林地面积58571公顷，森林覆被率82.1%。全局总人口14735人。

## 行政区划
鹤立林业局下辖以下单位：
山下第一社区、山下第二社区、经营所社区、兴林林场、红旗经营所、东风经营所、三号沟经营所、集科河经营所、群策山经营所、六里河经营所、格金河经营所。